# کول‌جنو
قله کول‌جِنو یا کول‌جِنون با بلندای ۳۸۱۳ متر، شرقی‌ترین قله بر روی خط‌الراس اشترانکوه می‌باشد. مسیر معمول صعود این قله از  روستای کمندان شهرستان ازنا می‌باشد. موقعیت دقیق قله کول جنو در شهرستان ازنا  ، روستای کمندان در رشته کوه اشترانکوه واقع شده‌است. صعود به این قله در زمستان نیازمند مهارت‌های کافی در زمینهٔ کوهنوردی و سنگنوردی است (دقت در انتخاب مسیر صحیح برگشت دقت بالا و استفاده از Gps را طلب می‌کند) و همچنین به دلیل یخچال‌های وسیعی که در میسر وجود دارد تسلط کافی کوهنورد به تکنیک‌های برف و یخ و عبور از یخچال را می‌طلبد، 
جهت هماهنگی و برنامه ریزی به قلل اشترانکوه میتوانید با شماره 09167060995 بنام ناصر خلیل آبادی مسئول جستجو ونجات استان لرستان و هیئت شهرستان ازنا      ----- مصطفی خلیلی مسئول کمیته پناهگاههای استان لرستان ودبیر هیئت ازنا 09167070204تماس حاصل فرمایید. 

## مسیرهای صعود
دو مسیر رایج صعود به این قله عبارتند از:
- کوهپیمایی: مسیر شصت خدا.
- کوه‌نوردی (کلاس ۴): مسیر تیغه‌های کل‌جنو
- که هردو مسیر از روستای کمندان شهرستان ازنا مقدور میباشد

## حادثه ۱۳۹۶
در ۱۶ آذر ۱۳۹۶ یک تیم کوهنوردی ۱۴ نفره مشهدی به همراه راهنمای ورزیده محلی اهل الیگودرز (زنده یادامان‌ا.. جوکار) قصد صعود به این قله را داشتند که پس از صعود قله به اشتباه وارد دره پیربرف شده و در نهایت بعد از رسیدن به انتهای مسیر، باز هم اشتباه در انتخاب مسیر، کف دره را انتخاب کرده و متأسفانه حدود ساعت ۱۱ شب گرفتار بهمن شده و هشت نفر از آنان فوت کرده یک نفر در اثر سرمازدگی جان خود را از دست داد.. در اولین کارشناسی این حادثه توسط قوه قضاییه اینگونه تقصیریابی شد: فدارسیون کوهنوردی ۳۰ درصد/ سرپرست: ۲۰ درصد/ راهنما: ۲۰ درصد و سایر اعضا هر کدام حدود ۴٫۵ درصد.